# Democedes
Democedes de Crotona (en griego antiguo: Δημοκήδης/Dēmokḗdēs) (¿-?), médico griego descrito por Heródoto de Halicarnaso como “el mejor de su tiempo”. El historiador es nuestra mejor fuente para conocer algunos detalles de la vida del médico. Según la Suda, escribió un libro de medicina, que no se ha conservado.

## Contexto histórico
Nació en Crotona, sur de la actual Italia. Su padre, Califonte, era sacerdote del culto de Asclepio.
Su primera aparición como médico lo sitúa en la isla griega de Egina, donde recibía un salario de un talento egineta por ofrecer sus servicios de médico público. Más tarde sirvió en Atenas al subir los atenienses su salario dos terceras partes, pero finalmente recaló en la isla de Samos, regida por el tirano Polícrates, quien subió la oferta hasta los dos talentos.
En el 522 a. C., Polícrates de Samos aceptó la invitación del sátrapa de Lidia, Oretes, para acudir a Sardes. La invitación era en realidad una trampa, ya que en cuanto Polícrates llegó a la capital lidia fue ejecutado. Los miembros de su séquito, entre los que se encontraba Democedes, fueron encarcelados, aunque posteriormente fueron llevados a Susa como esclavos tras la ejecución del propio Oretes por orden del rey persa Darío I.

## Médico de la corte
Quiso el destino que cierto día el rey Darío se torciera el tobillo mientras estaba de caza. Sus médicos egipcios personales, considerados los mejores del momento, no encontraban la solución a la dolencia del rey. Fue en ese momento en que fueron requeridos los servicios de Democedes, quien pronto calmó la dolencia de Darío. En recompensa, Darío y sus esposas colmaron de regalos al griego (dos pares de grilletes de oro, casa amoblada). El rey le permitió comer en su presencia y vivió entre los persas con todo lujo. Incluso tuvo que interceder por los médicos egipcios que de no ser por él habrían sido crucificados. Fue el primero de muchos médicos griegos que tendrían las cortes persas a partir de ese momento. Sin embargo, el máximo deseo de Democedes, volver a su tierra natal, no fue atendido por Darío.
Tiempo más tarde, Atosa, la esposa favorita de Darío, padeció un tumor en el pecho. Democedes la curó a cambio de cualquier favor que el griego pudiera pedirle, que no fue otro que poder volver a su tierra. Atosa le dijo que Darío nunca lo permitiría, pero el griego había urdido un plan perfecto. Atosa le dijo a su esposo que los persas esperaban una conquista por la gloria y poder del imperio. Al responderle Darío que planificaba una campaña contra los escitas del norte, Atosa le dijo que mejor ir contra los griegos del oeste, ya que además tenía en la corte al hombre perfecto para planificar la guerra, su médico personal.

## Fuga planificada
Darío preparó una expedición de reconocimiento con tres naves fenicias que salieron desde Sidón. Fueron escogidos quince nobles con la orden de observar atentamente las costas y ciudades griegas bajo el liderazgo de Democedes. Se trataba de que al regreso llevaran la máxima información posible y de que trajeran sano y salvo al médico.
La expedición llegó a Grecia y alcanzó Tarento, en Italia, cerca de Crotona. De acuerdo con el plan urdido por Democedes, el rey tarentino acusó a los persas de espías, y para evitar que escaparan tomó los timones de sus naves. El médico aprovechó para escapar y refugiarse en Crotona, donde fue protegido por sus conciudadanos una vez los persas fueron liberados y se pusieron a la caza y captura del fugado. Los enviados tuvieron que volver a casa con las manos vacías.
Poco más sabemos de Democedes, salvo que se casó con la hija de un famoso luchador de la época, Milón de Crotona. Este honor le costó un precio muy elevado, solo para, según lo que sabemos hasta hoy, poderle fanfarronear a su antiguo amo Darío, quien a bien seguro conocía al luchador.
No obstante, la vida en Italia era demasiado vulgar y aburrida para él, tras haber pasado gran parte de su vida en la corte de Susa, por lo que pidió permiso al Gran Rey Darío I para volver a Persia y a su cargo de médico de la corte. Darío, contento, le permitió volver a Persia y le devolvió su antiguo cargo.